# Ахиримби II
Ахиримби II — десятый король, или фон, то есть полуавтономный правитель Бафута и прилегающих территорий (Fondom of Bafut, входит в состав Камеруна). Правление продолжалось с 1932 по 1968 год, этот период включает в себя передачу британского протектората Британский Камерун независимому государству Камерун. Предшественником Ахиримби II был Абумби I, преемником — Абумби II.

## Биография
Он отличался от других Фонов Бафута своей симпатией к Великобритании. В 1946 году британским правительством он был награждён Сертификатом Чести за «ценную службу своей стране, народу и Британскому правительству… и лояльность к администрации в поддержании порядка».
Фон дружил с Джеральдом Дарреллом, дважды посещавшим Бафут во время своих звероловных экспедиций в 1949 и 1957 годах, оказывал ему помощь в этих экспедициях. Книги, написанные Дарреллом об этих экспедициях — «Гончие Бафута» и «Зоопарк в моем багаже» — преподносят Фона юмористически, аккуратно шутя о его полигамии, англомании и пристрастии к алкогольным напиткам. Во вторую экспедицию Фон наградил Даррелла церемониальной одеждой и посохом.
Фон Ахиримби II также знаменит своим выбором между вступлением Британского Камеруна в независимую Нигерию и независимым Камеруном в 1961 году, о котором сказал, что это выбор «между огнём и глубоким морем».
Многие считали его прогрессивным политиком, готовым экспериментировать с новыми идеями. К нему хорошо относились как колониальная администрация, так и политики-националисты.